# ラングドック

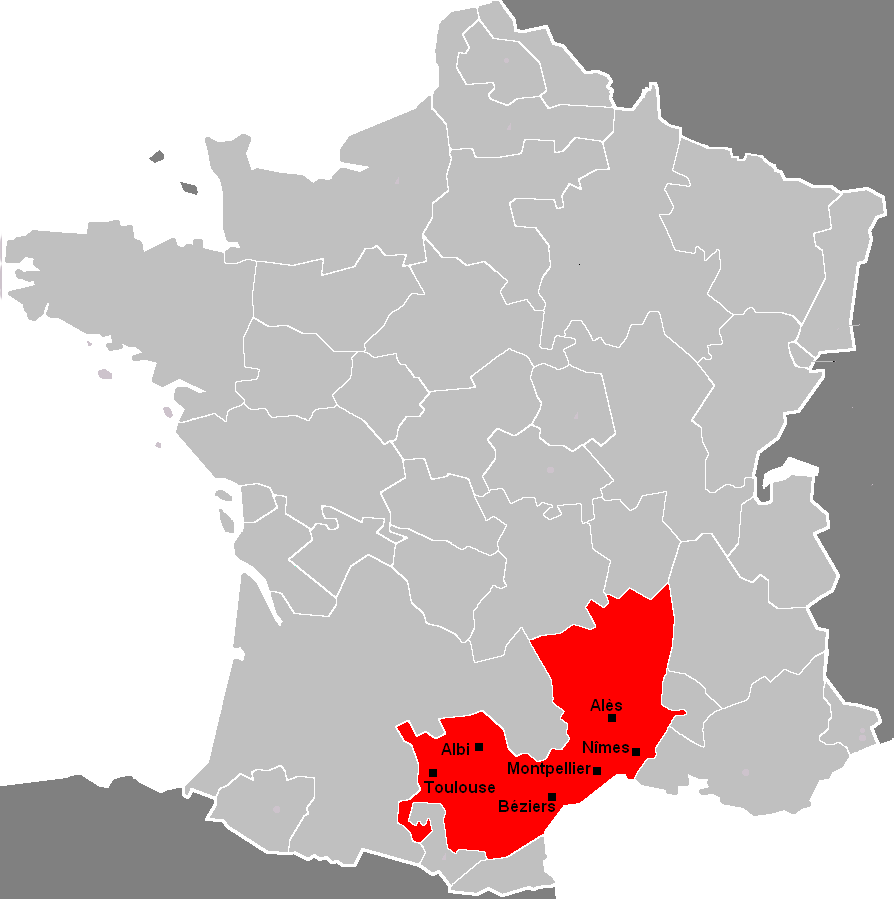
アンシャン・レジーム時代後半のラングドックの地図

ラングドックの紋章。中世にトゥールーズ伯が自らの紋章として用いた

ラングドック（Languedoc、オック語: Lengad'òc）は、フランス南部の地方名で、元々は13世紀にフランス王領に併合されたオック語地方を指す名称である。その大きさからアンシャン・レジーム時代にはフランスの州であった。現在、ラングドック州は、主としてミディ＝ピレネー地域圏とラングドック＝ルシヨン地域圏（オー・ラングドックとバ・ラングドック）を占め、さらにローヌ＝アルプ地域圏のアルデシュ県、オーヴェルニュ地域圏のオート＝ロワール県の一部にもまたがっている。ラングドックは、オクシタニアの一部である。
この地方は、当初フランス語の女性形でLangue d'oc、ラテン語でLingua Occitanaと呼ばれていた。その後、ラングドックの名称は男性形となった。
ラングドックの領域は、ローマ帝国属州ガリア・ナルボネンシスの初期の頃に大まかに重なる。この地域はのちにセプティマニアと呼ばれた。5世紀にこの地域の支配者となった西ゴート族は、土地をゴティアと呼んだ。7世紀にサラセン人が一時的に支配下に置くが、彼らはカール・マルテル、大ピピン、カール大帝によって退けられた。ラングドックはフランク王国支配のもとでセプティマニー公領を形成するが、すぐに独立した。10世紀にセプティマニー公領はトゥールーズ伯領と重なる。アルビジョワ十字軍に続いて、アルビ、ベジエ、カルカソンヌの支配者だったモンフォール伯アモーリー5世が領地をフランス王ルイ8世に割譲した。この取決めは1229年にトゥールーズ伯レーモン7世とルイ聖王とが結んだ条約で追認された。